# Wajarri
Wajarri är ett australiskt språk som talas i Väst-Australien. Wajarri-markerna ligger väster om kuststaden Geraldton och täcker ett område som gränsar till Mullewa i sydväst, Gascoyne Junction i norr och Meekatharra i öster. Wajarri tillhör de pama-nyunganska språken och dess närmaste släktspråk är bland annat badimaya och malgana.. Språket anses vara utdöende. Största delen av talarna är äldre och språkets övergång till den yngre generation är avgörande för dess överlevnad..
Enligt Australiens folkräkning 2016 talades wajarri av 145 personer.
Språket han ingen skriftlig standard.